# Den Gule Negl
Den Gule Negl var et dansk ad hoc band, der blev stiftet i 2008 i protest mod lov om røgfri miljøer fra august 2007, som gjorde det forbudt at ryge tobak på private arbejdspladser og serveringssteder i Danmark.
Gruppen bestod af kunstnerne Thomas Helmig, Johnny Madsen, Klaus Kjellerup og Kim Larsen. Ideen til Den Gule Negl opstod i forlængelse af Kim Larsens plakatkampagne Gesundheit macht frei i august 2008, ét år efter rygeloven.
Den Gule Negl offentliggjorde 6. september 2008 opråbet: "Undskyld ... men hvad med friheden?" ved et pressemøde på Hero Bar i København. Pressemødet indbefattede endvidere en ryge-happening på Kulturministeriets trappe – 38 år efter at en gruppe ældre kunstnere lavede cannabis-happening samme sted.
Samtidig indspillede og udsendte gruppen sangen "Hold dig på måtten", skrevet af Kim Larsen, med deltagelse af Rie Rasmussen fra Danser med Drenge på kor. Sangen findes også på video, optaget i Thomas Helmig's hjemmestudie 27. aug 2008.
Siden offentliggørelsen har Klaus Kjellerup skrevet kritiske blog-artikler om rygeloven og anti-tobakskampagnerne på Klaus K blog på Den Gule Negl's website.